# Йонг-а-Пин, Калвин
Ка́лвин Рей Йонг-а-Пин (нидерл. Calvin Ray Jong-A-Pin; 18 июля 1986, Амстердам, Нидерланды) — нидерландский футболист, игравший на позиции защитника.

## Карьера

### Клубная
Йонг-а-Пин начал свою карьеру в «Волендаме», за который он дебютировал в сезоне 2005/06.

### В сборной
В 2007 году Йонг-а-Пин был вызван в молодёжную сборную Нидерландов (до 21) тренером Фоппе де Ханом на молодёжный чемпионат Европы 2007. Йонг-а-Пин играл в первых двух матчах группового раунда против Израиля (победа 1:0) и Португалии (победа 2:1), удачный исход в этих играх обеспечил нидерландцам место в полуфинале и позволил квалифицироваться на летние Олимпийские игры 2008. Позже, в финале турнира, в матче со сборной Англией в основное время «оранжевые» сыграли 1:1, и лишь в серии пенальти вырвали победу со счётом 13:12. Нидерландцы шли к завоеванию титула начиная с 2006 года, тогда, выйдя в финал аналогичного турнира, уступили сборной Сербии со счётом 1:4.

## Статистика
| Сезон   | Клуб     | Страна     | Матчи | Голы | Соревнование    |
| 2005/06 | Волендам | Нидерланды | 6     | 1    | Первый дивизион |
| 2006/07 | Херенвен | Нидерланды | 9     | 0    | Эредивизие      |
| 2007/08 | Херенвен | Нидерланды | 19    | 0    | Эредивизие      |
| Итого   | Итого    | Итого      | 34    | 1    | 1               |

## Достижения
- Обладатель Кубка Нидерландов: 2009

## Личная жизнь
Его семья происходит из Суринама. По отцовской линии у него есть дальние китайские корни.